# Loplik
Loplik (loplïq), eller loptuq/loptïq (‘lopfolk’) som de kallar sig själva, är ett turkfolk som lever i Tarimbäckenet i södra Xinjiang, Kina. Språket, som endast ett fåtal behärskar idag, brukar i Kina räknas som en särskild dialekt av uiguriska, även om det av språkvetare anses mer närbesläktat kirgiziskan.
Loplik bodde i början av 1900-talet huvudsakligen vid floden Tarims träskområden och kring sjön Lop Nor, som då fortfarande fanns kvar, och levde på fiske, jakt och insamling av växter. Uppgifter från slutet av 1800-talet anger att de då utgjorde en population om endast cirka 400 personer. En källa från 1957 uppger dock 14 000 personer, men siffran är osäker.
Idag lever de flesta som jordbrukare bland majoritetsbefolkningen i oasbyar.  En stor del av Tarimbäckenet utgörs av öken, Taklamakanöknen.